# Taygetis excavata
Taygetis excavata är en fjärilsart som beskrevs av Butler 1868. Taygetis excavata ingår i släktet Taygetis och familjen praktfjärilar. Inga underarter finns listade i Catalogue of Life.